# Armadura (música)

Armadura de la tonalidad de la mayor / fa sostenido menor

En notación musical, la armadura de tonalidad (también llamada armadura de clave o simplemente armadura), es el conjunto de alteraciones propias de la escala (sostenidos o bemoles) que, escritas después de la clave y al principio del pentagrama, sitúan una frase musical en una tonalidad específica. Su función es determinar qué notas deben ser interpretadas de manera sistemática un semitono por encima o por debajo de sus notas naturales equivalentes, a menos que tal modificación se realice mediante alteraciones accidentales.

## Representación gráfica
Las armaduras de tonalidad por lo general se representan al principio de una línea de notación musical, inmediatamente después de la clave y antes del signo de compás. Su propósito es reducir al mínimo el número de alteraciones necesarias para anotar la música en la partitura a lo largo de una pieza. Por esa razón, se suelen emplear las armaduras para evitar la complicación de tener que escribir las alteraciones accidentales cada vez que aparecen las notas musicales que deban ser alteradas en una determinada tonalidad.
|                                                                                   |
| Figura 2. Tonalidad de si mayor sin armadura, requiere alteraciones accidentales. |

|                                                                                      |
| Figura 3. Tonalidad de si mayor con armadura, no requiere alteraciones accidentales. |

Las alteraciones de la armadura, que se denominan alteraciones propias, aparecen siempre siguiendo un orden determinado, que varía dependiendo de que se trate de bemoles o de sostenidos. El orden de bemoles es el inverso al de sostenidos y viceversa. En el sistema latino de notación son:
- Orden de bemoles, avanzando ascendentemente por cuartas: Si - Mi - La - Re - Sol - Do - Fa
- Orden de sostenidos, avanzando ascendentemente por quintas: Fa - Do - Sol - Re - La - Mi - Si

En notación alfabética o anglosajona es el mismo orden, pero al utilizar letras diferentes la combinación ha dado lugar a una regla mnemotécnica mediante la formación de los siguientes acrósticos: 
B♭ - E♭ - A♭ - D♭ - G♭ - C♭ - F♭ Battle Ends And Down Goes Charles' Father.
F♯ - C♯ - G♯ - D♯ - A♯ - E♯ - B♯ Father Charles Goes Down And Ends Battle.
No obstante, la armadura también puede aparecer en otros puntos de la partitura tras una doble barra de compás que marca un cambio de armadura. En ocasiones el cambio de armadura tiene lugar al final de un pentagrama. En ese caso, se representa mediante una armadura de cortesía de la nueva tonalidad precedida de una doble barra al final de la línea, además de una segunda armadura al principio del siguiente pentagrama. Las armaduras de cortesía, si bien son innecesarias, se colocan en casos como este para recordar al intérprete que se acerca el cambio de tonalidad y así evitar errores de lectura. A continuación se pueden ver dos ejemplos de armaduras de cortesía en las que se emplean becuadros a modo de recordatorio del cambio. 
|                                 |
| Figura 4. Cambio de armadura 1. |

|                                 |
| Figura 5. Cambio de armadura 2. |

En partituras para más de un instrumento se suelen escribir todos los instrumentos con la  misma armadura, si bien hay excepciones: 
- Cuando se trata de un instrumento transpositor.
- Cuando se trata de un instrumento de percusión de altura indeterminada.
- Los compositores pueden omitir la armadura para trompa y en ocasiones las partes de la trompeta. Esto quizás sea una reminiscencia de los primeros tiempos de los instrumentos de viento metal, cuando los tonillos eran añadidos a estos instrumentos para modificar la longitud del tubo y permitir tocar en diferentes tonalidades.

## Usos y efectos
El efecto de la armadura se extiende a lo largo de una pieza o movimiento, exceptuando que este sea expresamente cancelado mediante una nueva armadura o bien mediante un signo de becuadro. Además, si una armadura al principio de una pieza indica por ejemplo que la nota si debe ser tocada como si bemol, incluso las notas si de octavas superiores e inferiores se verán afectadas por esta regla. La única excepción será que la nota si vaya precedida por una alteración accidental que anule el efecto de la armadura. 
Cuando un intérprete lee una partitura por primera vez, solo con ver la armadura puede hacerse una idea de la tonalidad en que se encuentra la obra. En principio, cualquier pieza puede ser escrita en cualquier tonalidad con su armadura específica, utilizando luego alteraciones accidentales para corregir individualmente cada nota en la que tal armadura no debería aplicarse. Aunque, por otra parte, no es extraño encontrar una obra musical escrita con una armadura que no coincide con su tonalidad. Por ejemplo, en algunas piezas barrocas o en las transcripciones de melodías modales folclóricas.

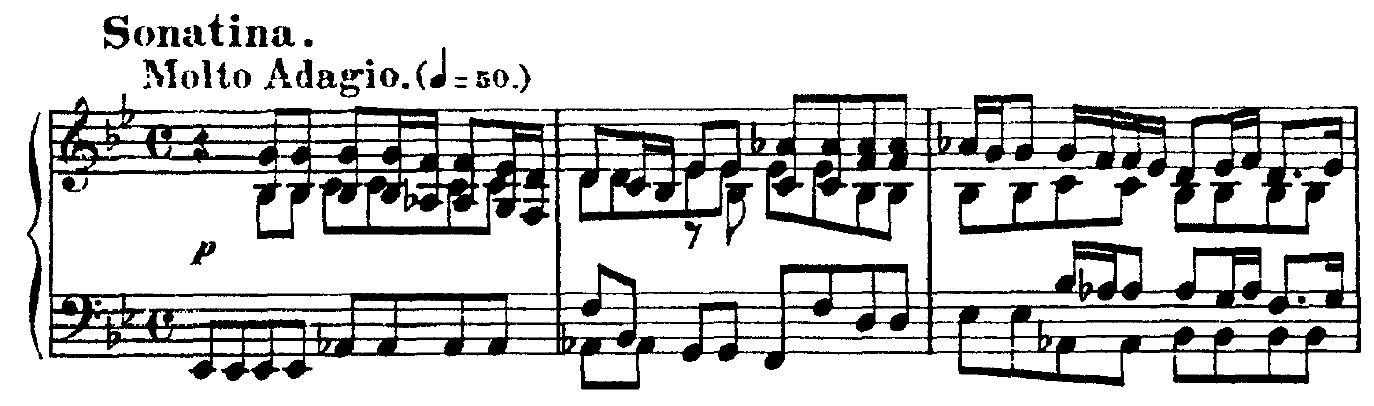
Figura 6. Cantata n.º 106 de Bach, está escrita casi por completo en mi bemol mayor (3), aunque en la armadura es de si bemol mayor (2).

La convención para el funcionamiento de las armaduras sigue el círculo de quintas. Cada tonalidad mayor y menor cuenta con una armadura asociada que adjudica sostenidos o bemoles como alteraciones propias a determinadas notas en esa tonalidad. Partiendo de do mayor (la menor) que no tiene alteraciones, existen dos posibilidades:

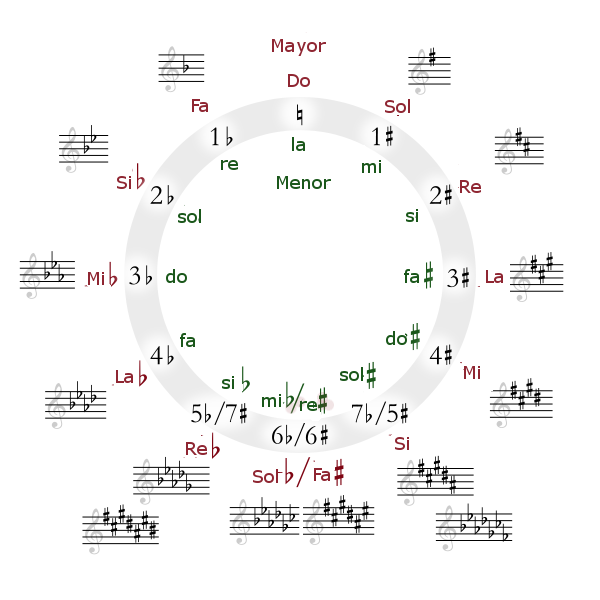
Figura 7. Círculo de quintas mostrando las tonalidades mayores y menores con sus armaduras.

- Seguir el movimiento de las agujas del reloj alrededor del círculo de quintas para aumentar sucesivamente la tonalidad por quintas añadiendo un sostenido cada vez. El nuevo sostenido se coloca sobre la sensible (VII grado) de la nueva armadura para las tonalidades mayores; o bien sobre la supertónica (II grado) para las tonalidades menores. En consecuencia, sol mayor (mi menor) tiene 1 ♯ en fa; re mayor (si menor) tiene 2 ♯ (en fa y do); y así sucesivamente.
- Seguir un movimiento contrario a las agujas del reloj alrededor del círculo de quintas para reducir sucesivamente la tonalidad por quintas añadiendo un bemol cada vez. El nuevo bemol se coloca sobre la subdominante (IV grado) de la nueva armadura para las tonalidades mayores; o bien sobre la submediante (VI grado) para las tonalidades menores. En consecuencia, fa mayor (re menor) tiene 1 ♭ en si; si bemol mayor (sol menor) tiene 2 ♭ (en si y mi); y así sucesivamente.

Dicho de otra manera, la secuencia de sostenidos o bemoles en las armaduras suele ser rígida en la notación musical actual. Salvo do mayor (la menor), las armaduras se presentan en dos variedades: armaduras de sostenidos (tonalidades de sostenidos) y armaduras de bemoles (tonalidades de bemoles), llamadas así porque contienen solo alteraciones de una u otra índole. En las armaduras con sostenidos el primero se coloca en fa y los siguientes en do, sol, re, la, mi y si; en las armaduras con bemoles el primero se coloca en si y los siguientes en mi, la, re, sol, do y fa.
Así pues, hay 15 armaduras convencionales para tonalidades mayores y sus respectivas menores con un máximo de siete sostenidos o siete bemoles, incluyendo la armadura vacía o sin alteraciones que corresponde a la tonalidad de do mayor o cualesquiera de sus variaciones modales; como la menor, que es su relativo menor. La tonalidad relativa menor está una tercera menor hacia abajo contando desde la tonalidad mayor, independientemente de si se trata de una armadura de bemoles o de sostenidos.
Corolarios
- Partiendo de una tonalidad con bemoles en la armadura: al ascender por quintas sucesivamente se reducen los bemoles hasta cero, en do mayor (la menor). Además, dicha elevación añade sostenidos como se ha descrito anteriormente.
- Partiendo de una tonalidad con sostenidos en la armadura: al descender por quintas sucesivamente se reducen los sostenidos hasta cero, en do mayor (la menor). Además, tal reducción añade bemoles como se ha descrito anteriormente.
- Cuando el proceso de ascender por quintas (agregando un sostenido) produce más de cinco o seis sostenidos, las tonalidades ascendentes sucesivas en general, implican un cambio a la tonalidad equivalente enarmónicamente mediante una armadura basada en bemoles. Normalmente, esto ocurre en fa♯ = sol♭, pero también en do♯ = re♭ o en si = do♭. El mismo principio se aplica al proceso de reducción sucesiva por quintas.

| Armadura                           | Tonalidad mayor    | Tonalidad menor     | Ejemplo de notas componentes en piano partiendo de do |
| ---------------------------------- | ------------------ | ------------------- | ----------------------------------------------------- |
| si♭, mi♭, la♭, re♭, sol♭, do♭, fa♭ | do bemol mayor     | la bemol menor      | si-do#-re#-mi-fa#-sol#-la#                            |
| si♭, mi♭, la♭, re♭, sol♭, do♭      | sol bemol mayor    | mi bemol menor      | si-do#-re#-fa-fa#-sol#-la#                            |
| si♭, mi♭, la♭, re♭, sol♭           | re bemol mayor     | si bemol menor      | do-do#-re#-fa-fa#-sol#-la#                            |
| si♭, mi♭, la♭, re♭                 | la bemol mayor     | fa menor            | do-do#-re#-fa-sol-sol#-la#                            |
| si♭, mi♭, la♭                      | mi bemol mayor     | do menor            | do-re-re#-fa-sol-sol#-la#                             |
| si♭, mi♭                           | si bemol mayor     | sol menor           | do-re-re#-fa-sol-la-la#                               |
| si♭                                | fa mayor           | re menor            | do-re-mi-fa-sol-la-la#                                |
|                                    | do mayor           | la menor            | do-re-mi-fa-sol-la-si                                 |
| fa♯                                | sol mayor          | mi menor            | do-re-mi-fa#-sol-la-si                                |
| fa♯, do♯                           | re mayor           | si menor            | do#-re-mi-fa#-sol-la-si                               |
| fa♯, do♯, sol♯                     | la mayor           | fa sostenido menor  | do#-re-mi-fa#-sol#-la-si                              |
| fa♯, do♯, sol♯, re♯                | mi mayor           | do sostenido menor  | do#-re#-mi-fa#-sol#-la-si                             |
| fa♯, do♯, sol♯, re♯, la♯           | si mayor           | sol sostenido menor | do#-re#-mi-fa#-sol#-la#-si                            |
| fa♯, do♯, sol♯, re♯, la♯, mi♯      | fa sostenido mayor | re sostenido menor  | do#-re#-fa-fa#-sol#-la#-si                            |
| fa♯, do♯, sol♯, re♯, la♯, mi♯, si♯ | do sostenido mayor | la sostenido menor  | do#-re#-fa-fa#-sol#-la#-do                            |

En la música occidental se utilizan 24 tonalidades diferentes. Las armaduras con siete bemoles y siete sostenidos rara vez se utilizan puesto que tienen equivalentes enarmónicos más sencillos. Por ejemplo, la tonalidad de do sostenido mayor, con siete sostenidos, puede ser representada de manera más simple como re bemol mayor, con cinco bemoles. A efectos de la práctica actual estas tonalidades son lo mismo en el temperamento igual, debido a que do♯ y re♭ son enarmónicamente la misma nota. En cualquier caso, hay piezas escritas en estas tonalidades extremas de sostenidos o bemoles. Un ejemplo, es el Preludio y Fuga n.º 3 del Libro 1 de «El clave bien temperado» BWV. 848 Bach, que está en do sostenido mayor. Más muestras se encuentran en el musical moderno Seussical de Stephen Flaherty y Lynn Ahrens, que también cuenta con varias canciones escritas en estas tonalidades extremas.
Para averiguar la tonalidad mayor que corresponde a cada armadura suele seguirse este razonamiento: 
- En armaduras de sostenidos la tónica de la pieza en tonalidad mayor está inmediatamente por encima del último sostenido de la armadura. Por ejemplo, en una armadura con un sostenido (fa♯), el último sostenido es fa♯, lo cual indica que la tonalidad es sol mayor porque la siguiente nota por encima de fa es sol.

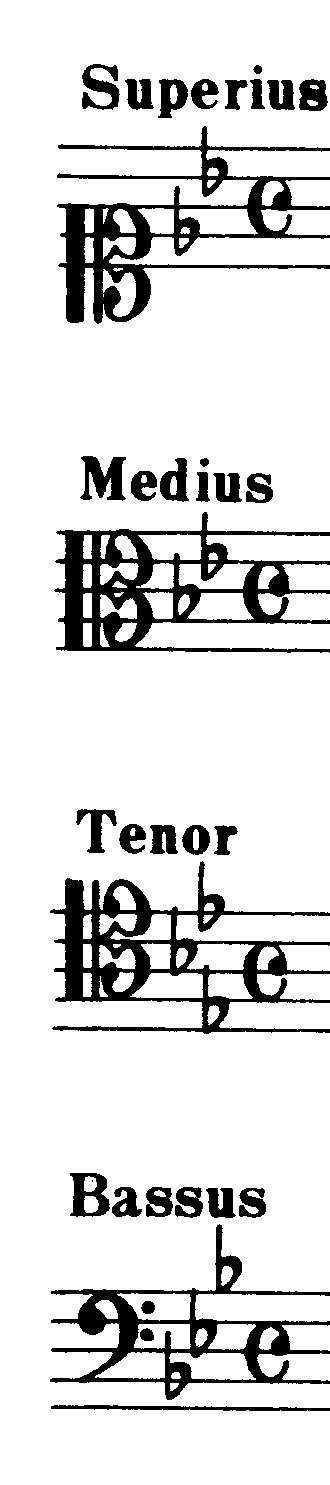
Figura 8. Armaduras distintas para cada voz en un motete de Victoria.

- Figura 8. Armaduras distintas para cada voz en un motete de Victoria.En armaduras de bemoles la tónica de la pieza en tonalidad mayor está cuatro notas por debajo del último bemol, o lo que es lo mismo, es el penúltimo bemol de la armadura.[5] Así por ejemplo, en una armadura con cuatro bemoles (si♭, mi♭, la♭, re♭,) el penúltimo bemol es la♭, lo cual indica que la tonalidad es la bemol mayor.

### Historia
La armadura de tonalidad formada por un bemol se desarrolló en el periodo medieval. Sin embargo, las armaduras con más de un bemol no aparecieron hasta el siglo XVI y las armaduras de sostenidos no se verán hasta la mitad del siglo XVII.
Cuando las armaduras con varios bemoles aparecieron por primera vez el orden de los bemoles no estaba estandarizado y con frecuencia un bemol aparecía en dos octavas diferentes, como se muestra en la imagen del motete de Victoria (ver Figura 8). A finales del siglo XV y principios del XVI era común que las diferentes voces en una misma composición tuviesen armaduras diferentes, se trata de una situación llamada "armadura parcial" o "armadura en conflicto". Esta circunstancia en el siglo XV era de hecho más común que las armaduras completas. El motete del siglo XVI Absolon fili mi atribuido a Josquin des Prez dos de las voces están escritas con dos bemoles, una voz con tres bemoles y una voz más con cuatro bemoles.
La música barroca escrita en tonalidad menor con frecuencia se escribía con una armadura de tonalidad con menos bemoles de los que ahora se asocian a las tonalidades. Por ejemplo, los movimientos en do menor a menudo contenían solamente dos bemoles, debido a que el la bemol (♭) con frecuencia tendía que ser modificado mediante un becuadro (♮) en la escala menor melódica ascendente, como lo haría el si bemol (♭).

### Armaduras inusuales
Las armaduras antes mencionadas representan únicamente tonalidades basadas en escalas diatónicas y por tanto a veces llamadas "armaduras estándar". Otros tipos de escalas se escriben ya sea con una "armadura estándar" y usando alteraciones accidentales según sea necesario; o bien con una "armadura no estándar". Algunas muestras de esta última opción se encuentran en las siguientes obras musicales: 
- En La Ofrenda Musical de Bach (BWV 1079) nos encontramos con algunos cánones totalmente atípicos, al menos en cuanto a su modo de escritura:Al lado de la clave de do en primera con la armadura de clave de Mi bemol mayor, se encuentra una clave de do en tercera pero con su armadura de clave de mi bemol mayor dada vuelta de manera vertical, por lo que el ejecutante deberá leer las notas "al revés" a partir de la segunda repetición del canon.

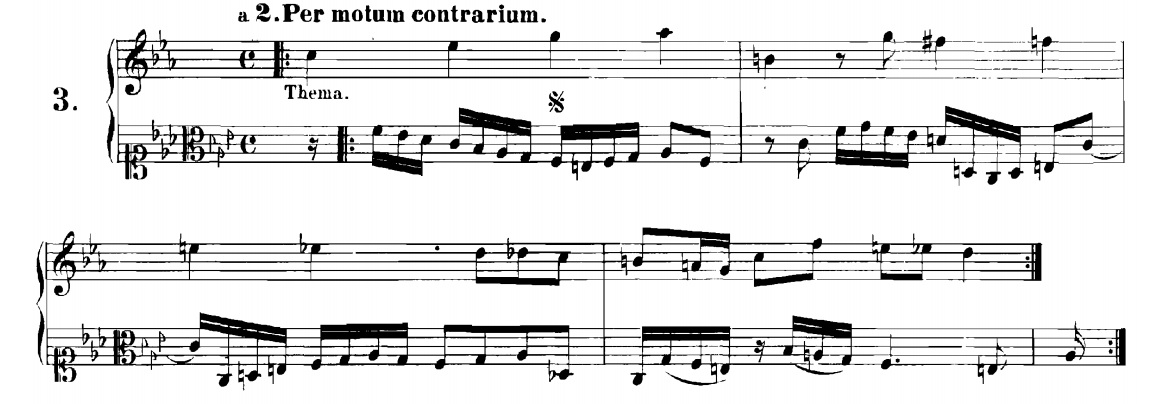
Al lado de la clave de do en primera con la armadura de clave de Mi bemol mayor, se encuentra una clave de do en tercera pero con su armadura de clave de mi bemol mayor dada vuelta de manera vertical, por lo que el ejecutante deberá leer las notas "al revés" a partir de la segunda repetición del canon.

- En la pieza Crossed Hands n.º 99, vol. 4 del Mikrokosmos de Bartók que contiene Mi♭ (mano derecha) y Fa♭ y Sol♭ (mano izquierda) que se utiliza para el Mi♭ disminuido (Mi♭ octatónica).
- En God to a Hungry Child de Frederic Rzewski la armadura está formada por Si♭, Mi♭ y Fa♯ de la Freygish de Re.

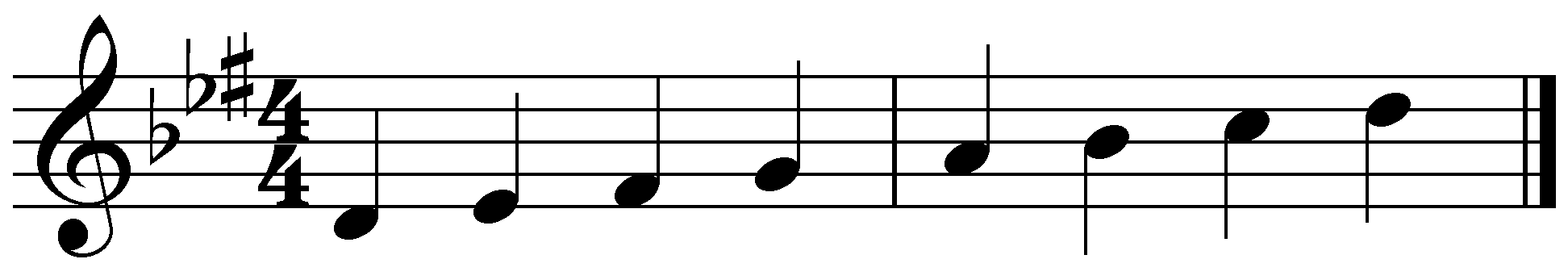
Figura 9. Escala Freygish de re.

La ausencia de armadura no siempre significa que la música esté en la tonalidad de do mayor / la menor, ya que las alteraciones necesarias pueden ser anotadas como accidentales explícitamente según se requiera, o bien la pieza puede ser modal o atonal quedando al margen del sistema tonal. Asimismo se pueden encontrar excepciones al uso del período de la práctica común:
- En las escalas klezmer, como la denominada Freygish.
- En el siglo XX compositores como Bartók y Rzewski comenzaron a experimentar con armaduras de tonalidad inusuales que se alejaban del orden estándar.
- En las partituras del siglo XV eran bastante comunes, las "armaduras parciales" en las que distintas voces tienen diferentes armaduras, aunque esto proviene de los diferentes hexacordos en los que las partes fueron escritas implícitamente y el uso del término tonalidad puede resultar engañoso en la música de este periodo y de períodos anteriores.
- Debido a las limitaciones de la escala tradicional de la gaita de las Highlands, con frecuencia se omiten las armaduras en la música escrita para gaita, que de otro modo se escribiría con dos sostenidos, los usuales fa♯ y do♯.

No obstante, las convenciones del período de la práctica común están tan firmemente establecidas que algunos programas informáticos de notación musical no han sido capaces de mostrar "armaduras no estándar" hasta hace relativamente poco tiempo. Uno de los programas de notación musical más populares, Finale, incluye la opción de crear una "armadura no estándar" desde su versión de 2009:

## Tabla de armaduras de tonalidad
| sin alteraciones          | sin alteraciones | sin alteraciones |
| armadura                  | tonalidad mayor  | tonalidad menor  |
| ------------------------- | ---------------- | ---------------- |
| Sin sostenidos ni bemoles | do mayor         | la menor         |

| con bemoles | con bemoles     | con bemoles     | con sostenidos | con sostenidos     | con sostenidos      |
| armadura    | tonalidad mayor | tonalidad menor | armadura       | tonalidad mayor    | tonalidad menor     |
| ----------- | --------------- | --------------- | -------------- | ------------------ | ------------------- |
| 1 bemol     | fa mayor        | re menor        | 1 sostenido    | sol mayor          | mi menor            |
| 2 bemoles   | si bemol mayor  | sol menor       | 2 sostenidos   | re mayor           | si menor            |
| 3 bemoles   | mi bemol mayor  | do menor        | 3 sostenidos   | la mayor           | fa sostenido menor  |
| 4 bemoles   | la bemol mayor  | fa menor        | 4 sostenidos   | mi mayor           | do sostenido menor  |
| 5 bemoles   | re bemol mayor  | si bemol menor  | 5 sostenidos   | si mayor           | sol sostenido menor |
| 6 bemoles   | sol bemol mayor | mi bemol menor  | 6 sostenidos   | fa sostenido mayor | re sostenido menor  |
| 7 bemoles   | do bemol mayor  | la bemol menor  | 7 sostenidos   | do sostenido mayor | la sostenido menor  |

| Tonalidad   | 7 ♭       | 6 ♭        | 5 ♭       | 4 ♭       | 3 ♭       | 2 ♭       | 1 ♭      | 0        | 1 ♯       | 2 ♯      | 3 ♯       | 4 ♯       | 5 ♯        | 6 ♯       | 7 ♯       |
| Modo mayor: | do♭ mayor | sol♭ mayor | re♭ mayor | la♭ mayor | mi♭ mayor | si♭ mayor | fa mayor | do mayor | sol mayor | re mayor | la mayor  | mi mayor  | si mayor   | fa♯ mayor | do♯ mayor |
| Modo menor: | la♭ menor | mi♭ menor  | si♭ menor | fa menor  | do menor  | sol menor | re menor | la menor | mi menor  | si menor | fa♯ menor | do♯ menor | sol♯ menor | re♯ menor | la♯ menor |

## Doble bemol y sostenido
En teoría, es posible tener dobles bemoles, dobles sostenidos o más notaciones en una armadura de clave, pero esto es muy raro (en la afinación más común (12-TET)). Por ejemplo, la tonalidad de Sol sostenido mayor tiene un total de ocho sostenidos en su armadura: un doble sostenido y seis simples sostenidos. Sin embargo, dado que existe una tonalidad enarmónica, La bemol mayor, que sólo tiene cuatro bemoles, generalmente se utiliza como La bemol mayor. De manera similar, la tonalidad de Re bemol menor tiene un total de ocho bemoles en su armadura: un doble bemol y seis simples bemoles. Dado que existe una tonalidad enarmónica, Do sostenido menor, que solo tiene cuatro sostenidos, normalmente se utiliza como Do sostenido menor.
Como es común en la música occidental, la tonalidad del sostenido se crea añadiendo un sostenido a la tonalidad dominante al cambiar la tonalidad según el círculo de quintas. Esta modulación de la tonalidad original de Do sostenido mayor con siete sostenidos conduce finalmente a Sol sostenido mayor con ocho sostenidos, es decir, una tonalidad que incluye un doble sostenido. Esta parte se puede sustituir por la tonalidad de La bemol mayor, que tiene cuatro bemoles y una escala diatónica.
Según este principio, la tonalidad del bemol se crea añadiendo un bemol a la tonalidad subdominante al cambiar de tonalidad. Esta modulación en La bemol menor con siete bemoles conduce finalmente a Re bemol menor con ocho bemoles, es decir, una tonalidad que incluye un doble bemol. Asimismo, esta parte también puede sustituirse por una tonalidad de do sostenido menor con cuatro sostenidos.
Mientras tanto, en afinaciones distintas a 12-TET, las relaciones enarmónicas pueden ser completamente diferentes, como por ejemplo, Sol sostenido y La bemol siendo diferentes, por lo que las tonalidades con dobles bemoles o dobles sostenidos en la armadura se pueden utilizar tal cual. Por ejemplo, en 19-TET, la clave aliterativa de Sol sostenido mayor (8 sostenidos) es La doble bemol mayor (11 bemoles), no La bemol mayor (4 bemoles).